# Winnica (1976)
Winnica (ukr. Вінниця) – Korweta ZOP Sił Wojskowo-Morskich Sił Zbrojnych Ukrainy. Podczas służby w ZSRR nazywana była „Dniepr”.

## Historia
„Winnica” należała do serii 12 okrętów (korwet) ZOP projektu 1124P czyli zmodyfikowanej i budowanej dla KGB w celu ochrony granic wersji projektu 1124. Owa modyfikacja polegała na usunięciu dziobowego stanowiska rakiet przeciwlotniczych Osa-M , a zamiast niego dodania drugiego podwójnego stanowiska armat uniwersalnych AK-725. Budowę jednostki rozpoczęto 23 grudnia 1975 pod numerem fabrycznym 775 w stoczni „Zelenodolsk” w Zelenodolsku w Republice Tatarstanu w ZSRR. Wodowanie odbyło się 12 lipca 1976 roku, a wcielenie do służby 31 grudnia 1976 roku. Okręt rozpoczął służbie pod nazwą „Dniepr”. Oprócz korwety „Dniepr” po rozpadzie ZSRR Ukrainie przekazano także inny okręt projektu 1124P czyli „Izmaił” który przemianowano na „Czernichów” (służył do stycznia 2004).

## Konstrukcja
Wyporność standardowa „Winnicy” wynosiła 880 ton, a pełna 960 ton. Długość jednostki stanowiło 71,2 m, szerokość 10,17 m, a zanurzenie 3,6 m. Napęd „Winnicy” stanowiła turbina gazowo-dieslowska składająca się z dwóch silników wysokoprężnych M-507A o mocy 10000 KM i jeden silnik GTU-M-8 o mocy 18000 KM i pracująca na trzy śruby o stałym skoku. Jednostka mogła osiągnąć prędkość maksymalną 36 węzłów, oraz przepłynąć 4000 Mm przy 10 w, 2700 Mm przy 14 w, 950 Mm przy 27 w. Autonomiczność „Winnicy” została obliczona na 10 dni. Załoga etatowa „Winnicy” stanowiło 79 osób w tym 8 oficerów. Uzbrojenia artyleryjskie stanowiły 2 podwójne armaty uniwersalne AK-725 kalibru 57 mm z zapasem 2200 pocisków. Armaty były kierowane systemem MR-103 „Bars”. Uzbrojenie przeciwpodwodne na „Winnicy” reprezentowały 2 wyrzutnie rakietowych bomb głębinowych RBU-6000 „Smiercz-2” z zapasem 96 rakietowych bomb głębinowych RBG-60 i systemem kierowania „Burya” oraz dwie podwójne wyrzutnie torpedowe DTA-53-1124 kalibrów 533 mm dla torped TEST-71, TEST-71M, SET-65, SET-53, SET-53M lub 53-65K. Okręt posiadał także dwie zrzutnie bomb głębinowych z zapasem 16 b.g. BB-1 lub BPS oraz ewentualnie 18 min morskich.
Systemy radiolokacyjne „Winnicy”:
- radar ogólnego wykrywania MR-302 „Rubka”
- Radar rozpoznania radiotechnicznego „Bizań-4B”
- Radar nawigacyjny „Don”
- System rozpoznawczy „Nikiel-KM”
- Radionamiernik ARP-50R

Systemy hydrolokacyjne „Winnicy”:
- sonar MG-339T „Shelon”
- Sonar MG-332 „Amgun”
- sonar łącznościowy MG-26 „Khosta”
- Boję hydroakustyczne MGS-407K
- Stacja wykrywania śladu termicznego MI-110KM
- Stacja wykrywania śladu radiowego w wodzie MI-110R

## Służba
Okręt wcielono do służby 31 grudnia 1976 roku jako „Dniepr” do 5. Samodzielnej Bałakawskiej Brygady Okrętów Straży Granicznej, gdzie służył do 1992 roku. W 1992 roku jednostka została przekazana do Państwowej Straży Granicznej Ukrainy, a 19 stycznia 1996 roku do Sił Wojskowo-Morskich Sił Zbrojnych Ukrainy, gdzie została przemianowana na „Winnica”. 11 listopada 2007 roku „Winnica” będąca niedaleko Sewastopola została uszkodzona podczas silnego sztormu. Następnie Korweta została przekazana do remontu. Początkowo okręt planowano wycofać do 2013 roku, lecz aneksja Krymu przez Rosjan i zajęcie 80 procent ukraińskiej floty pokrzyżowała te plany.

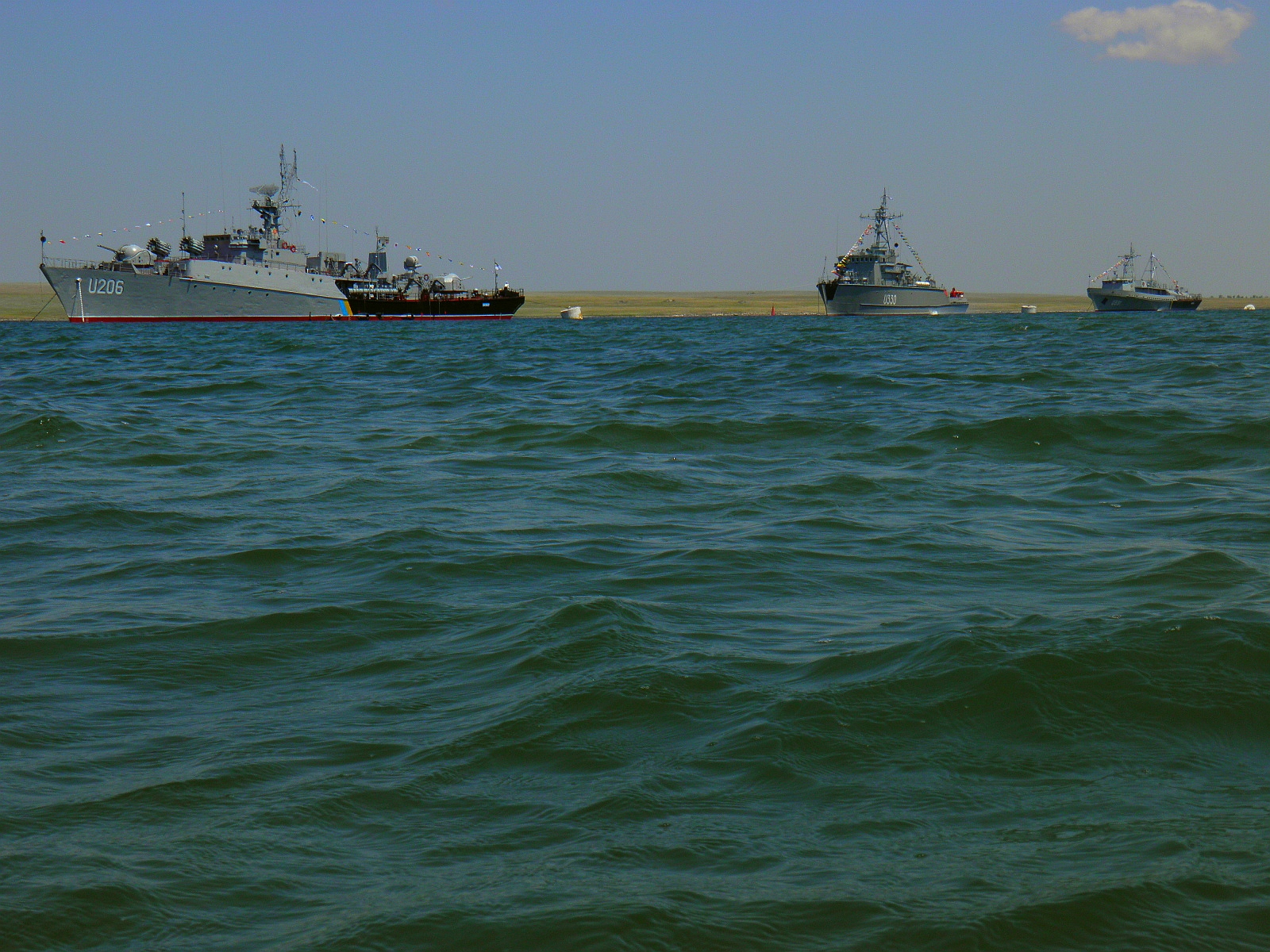
Korweta „Winnica” na czele szyku torowego. Za nią trałowiec „Melitopol” i poławiacz torped „Chersoń”

Symbol korwety „Winnica”

Gdy Rosjanie w lutym 2014 roku, rozpoczęli aneksję Krymu, Korweta znajdowała się w Nowoozernym na Krymie. Jednostka została przejęta przez siły rosyjskie 21 marca 2014 roku. 19 kwietnia 2014 roku „Winnica” została zwrócona i powróciła do Odessy. We wrześniu 2017 roku odeska stocznia „Ukraina” zadokowała okręt i rozpoczęła jego naprawę. W sierpniu 2018 roku jednostka powróciła do służby. Korwetę wycofano w lutym 2021 roku z powodu starości. „Winnicę” planowano przekształcić w okręt-muzeum w Mikołajowie. Plany te zniweczyła Inwazja Rosji na Ukrainę. Korweta została zatopiona 10 czerwca 2022 roku podczas ataku rakietowego na port w Oczakowie.